# Боковые согласные
Боковы́е (или латера́льные, от лат. laterālis, «боковой») согласные — звуки, образуемые проходом воздуха по бокам (или с одного бока) смычки кончика языка с зубами или альвеолярным отростком, а также средней части языка с твёрдым нёбом. При их образовании происходит сужение прохода вдоль мускулов языка, обычно не вызывающее дополнительных шумов.
Боковые являются вариантами фонемы /l/. Бо́льшая часть из них — аппроксиманты, но есть и фрикативные боковые согласные:
- Боковой аппроксимант [l]
- веляризированный альвеолярный латеральный аппроксимант [ɫ]
- Ретрофлексный латеральный аппроксимант[англ.] [ɭ]
- Палатальный латеральный аппроксимант [ʎ]
- Велярный латеральный аппроксимант[англ.] [ʟ]
- Альвеолярный латеральный одноударный согласный [ɺ]
- Глухой альвеолярный латеральный щелевой согласный [ɬ]
- Звонкий альвеолярный латеральный щелевой согласный [ɮ]

Латеральные аффрикаты являются гетероорганными аффрикатами:
- глухая альвеолярная латеральная аффриката [tɬ]
- придыхательная глухая альвеолярная латеральная аффриката [tɬʰ]
- звонкая альвео-латеральная аффриката[англ.] [dɮ]

Примечание: латеральные и /р/-образные звуки рассматривались ранее как «плавные согласные».